# Christoph Harting
 Christoph Harting (Cottbus, 4 de octubre de 1990) es una atleta alemán especialista en la prueba de lanzamiento de disco. En 2016 consigue la medalla de oro en los Juegos Olímpicos de Río de Janeiro, con un registro de 68.37 m, su mejor marca personal.
Es hermano menor del campeón olímpico de 2012 y triple campeón mundial de lanzamiento de disco, Robert Harting.

## Palmarés
| Año  | Campeonato                             | Lugar          | Resultado | Marca   |
| ---- | -------------------------------------- | -------------- | --------- | ------- |
| 2011 | Campeonato Europeo de Atletismo sub-23 | Ostrava        | 5º        | 58,65 m |
| 2013 | Campeonato Mundial 2013                | Moscú          | 13º       | 62,28 m |
| 2015 | Campeonato Mundial 2015                | Pekín          | 8º        | 63,94 m |
| 2016 | Campeonato Europeo de Atletismo        | Ámsterdam      | 4º        | 65,13 m |
| 2016 | Juegos Olímpicos                       | Río de Janeiro | 1°        | 68,37 m |